# معاهدة سان ألديفونسو 1796

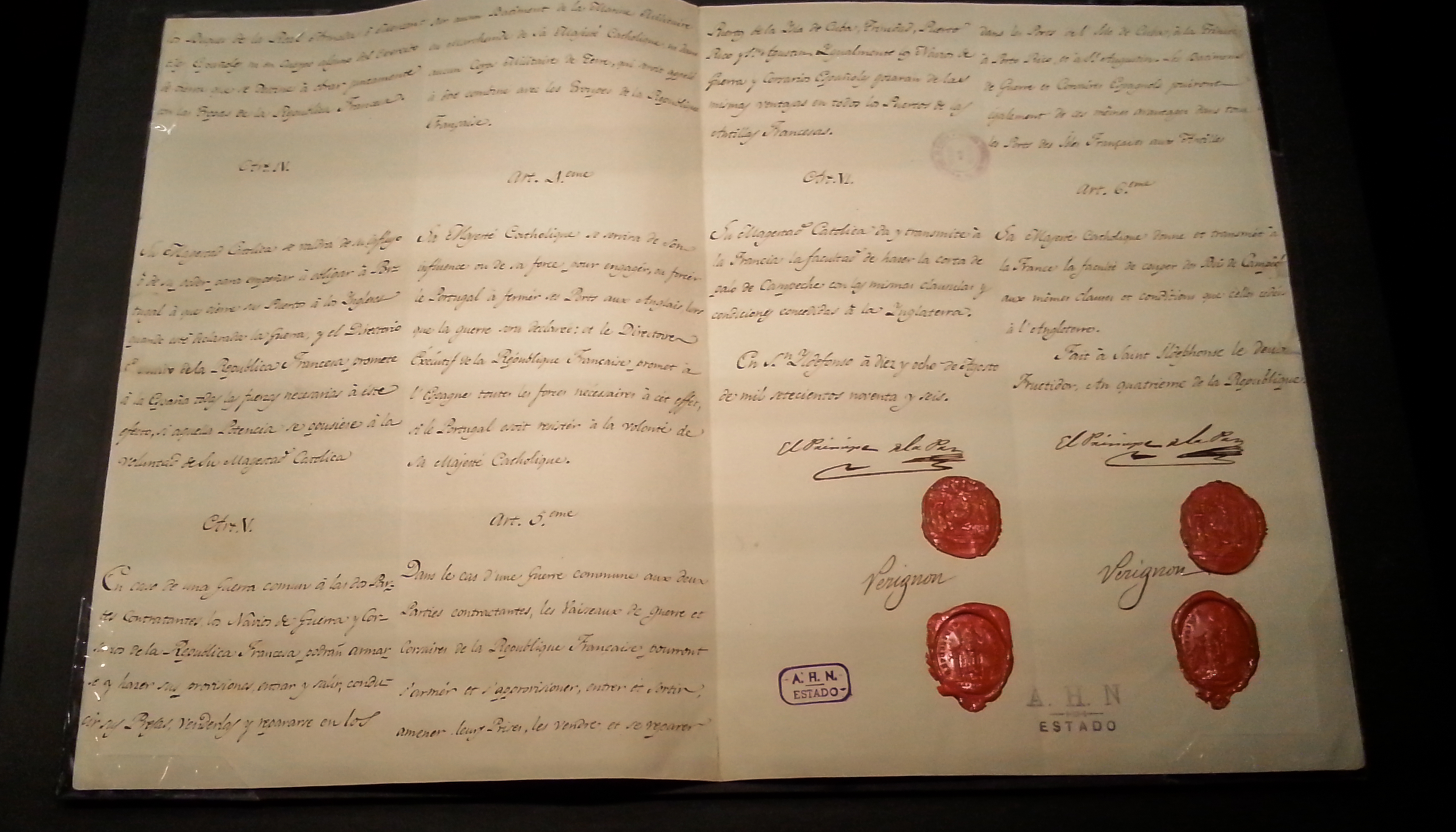

معاهدة سان إلديفونسو 1796 هي عبارة عن تحالف عسكرى بين إسبانيا وفرنسا في عام 1796 وفي تلك الفترة كانت فرنسا غارقة في صراعاتها الثورية. اتفقت الدولتان على اتباع سياسة عسكرية موحدة في مواجهة بريطانيا العظمى التي تسوق الأسطول الاسبانى إلى أمريكا وذلك وفقا لبنود المعاهدة.

## الظروف التاريخية للمعاهدة
بعد توقيع معاهدة بازل في 1795 الذي وضع نهاية لحرب روسيون(1793-1795) بين إسبانيا وفرنسا، قررت الدولتان توحيد قواتهما ضد بريطانيا التي تعتبر عدو مشترك، في تلك الفترة كانت فرنسا في حربها ضد حرب التحالف الأول (اتحاد بين عدة دول من بينهم بريطانيا التي تعتبر القوة العظمى)، بينما كانت إسبانيا مطمع الأسطول العسكرى البريطانى في المستعمرات الأمريكية.

## طرفا المعاهدة
وقع المعاهدة كل من مانويل جودوي تحت اسم كارلوس الرابع ملك إسبانيا والجنرال كاثرين دومينيك دى بريجنون(مبعوث من حكومة المديرين الفرنسية1975 . 1799 آنذاك)في الثامن عشر من أغسطس 1796 في القصر الملكى دى لا جرانخا دى سان إلدفونسو. وكانت النقاط المتفق عليها كالتالى:
ان يكون بين البلدين تحالف عسكرى هجومى ودفاعى،
وإذا طلبت إحدى الدولتين المساعدة فإن الأخرى تمدها مدة ثلاثة أشهر بأسطول مكون من خمس عشرة سفينة خطية، وست سفن من نوع الفرقاطة، وأربع سفن حربية صغيرة، وكل ذلك يجب أن يكون مسلح وممون بالإضافة إلى ثمانية عشر آلاف من المشاة، وستة آلاف من سلاح الفرسان والمدفعية،
و أن يتم تموين هذه القوات من جانب الدولة المالكة لها، وفي حالة وجود حرب بالإتفاق المتبادل فعلى الدولتين توحيد قواتهما العسكرية والتصرف وفقاً لسياسة موحدة.